# IGK@
IGK@(Immunoglobulin kappa locus)는 항체의 카파(κ) 경쇄에 대한 유전자를 포함하는 인간의 2번 염색체 영역이다.
인간에서 γ 사슬은 이 영역의 V, J 및 C(불변부위) 유전자에 의해 암호화된다. 이 유전자들은 V(D)J 재조합을 통해 다양한 면역글로불린을 생성하도록 한다.

## 유전자
IGK@는 다음과 같은 유전자를 포함하고 있다.
- IGKC: immunoglobulin kappa constant
- IGKJ@: immunoglobulin kappa joining group
  - IGKJ1, IGKJ2, IGKJ3, IGKJ4, IGKJ5
- IGKV@: immunoglobulin kappa variable group
  - IGKV1-5, IGKV1-6, IGKV1-8, IGKV1-9, IGKV1-12, IGKV1-16, IGKV1-17, IGKV1-27, IGKV1-33
  - IGKV1D-8, IGKV1D-12, IGKV1D-13, IGKV1D-16, IGKV1D-17, IGKV1D-22, IGKV1D-27, IGKV1D-32, IGKV1D-33, IGKV1D-39, IGKV1D-43
  - IGKV2-24, IGKV2-28, IGKV2-30, IGKV2-40
  - IGKV2D-26, IGKV2D-28, IGKV2D-29, IGKV2D-30, IGKV2D-40
  - IGKV3-11, IGKV3-15, IGKV3-20
  - IGKV3D-7, IGKV3D-11, IGKV3D-20
  - IGKV4-1
  - IGKV5-2
- 그리고 많은 비기능 유전자 및 슈도진.